# Église Sainte-Radegonde de Sainte-Radegonde (Aveyron)
Pour les articles homonymes, voir Église Sainte-Radegonde.
Située au centre du village de Sainte-Radegonde dans l'Aveyron, l'église fortifiée Sainte-Radegonde est une église gothique du XIIIe siècle qui reçut des fortifications au cours des XIVe siècle et XVe siècle.

## Histoire de la construction

### Église auXIIIesiècle
L'origine de la paroisse devait se trouver à Saint-Géniez-des-Erres où a été trouvé un cimetière médiéval. La nouvelle implantation de l'église romane s'est faite sur un site où l'évêque de Rodez avait de nombreux biens.
Le premier acte concernant l'église remonte à 1302 et consacre la désunion de la cure et du prieuré de Sainte-Radegonde faisant partie de la collation de l'évêque.
De l'église romane, subsistent dans l'église actuelle les deux premières travées de la nef. Elle doit remonter au XIIIe siècle et devait être une modeste église de plan rectangulaire. Dans la seconde moitié du XIIIe siècle, le chœur et l'avant-chœur sont détruits et reconstruits pour réaménager le sanctuaire en un espace unique de plan barlong voûté sur croisée d'ogives. Les parements intérieurs sont unifiés par la réalisation de peintures murales dont il subsiste trois fragments. Le fragment le plus important se trouve sur le mur nord du chœur et représente, en haut, Ève au Paradis (Adam a dû être effacé) puis Adam et Ève habillés se trouvent près d'une chimère à queue de serpent, en bas, des scènes avec des pèlerins portant un cierge à sainte Radegonde avec une représentation de l'intérieur d'une église avec une croix patriarcale. Cette représentation rappelle la croyance populaire que l'offrande d'un cierge à sainte Radegonde pouvait permettre un miracle. La croix patriarcale rappelle le don d'une croix à double traverse offerte par l'empereur de Byzance à sainte Radegonde pour son abbatiale de Sainte-Croix de Poitiers. Ces peintures ont été trouvées en 1937.
L'église pouvait servir d'abri pour les biens des paysans comme le montre une missive écrite en 1260 par Guy de Séverac au comte de Poitiers et de Toulouse signalant que l'évêque de Rodez avait osé «excommunier les paysans qui, n'ayant d'autres forts que les églises, déposaient dans les lieux saints leurs arches dans lesquelles ils serraient leur blé et leurs hardes». À cette époque, les paysans ont comme seigneur l'évêque de Rodez.
En 1328, l'évêque accorde des indulgences pour alimenter la fabrique de l'église pour l'entretenir. En 1349, le «livre de l'Épervier» dénombre 54 feux dans la paroisse, soit environ 240 personnes.
Le sanctuaire s'est vu adjoindre une chapelle latérale nord (XIVe siècle, aujourd'hui dédiée à saint Hilaire, avec un baptistère) et une chapelle sud (XVe siècle, aujourd'hui dédiée à la Vierge), et une abside néo-gothique au XIXe siècle.

### Tour ouest et premier refuge
Les premières hostilités entre le roi de France Philippe VI et son successeur, et le roi d'Angleterre Édouard III, duc d'Aquitaine depuis 1327, seigneur de la Guyenne, jouxtant le Rouergue, vont rendre cette province vulnérable. 
En 1356, le comte d'Armagnac, capitaine royal et sénéchal de Villefranche-de-Rouergue, ordonne à tous les villages de «faire le guet jour et nuit et de se remparer». Les habitants du village demandent à leur seigneur, l'évêque de Rodez, de transformer l'église en refuge. La transformation de l'église a dû commencer vers 1360. Ces travaux ont consisté à élever une tour d'une vingtaine mètres de hauteur au-dessus de l'entrée de l'église en ajoutant des contreforts plats pour renforcer les murs de l'église. Une bretèche permet de défendre la porte de l'église. Le reste de l'église a été exhaussé de deux et trois étages avec des fenêtres, une par chambre. Il y avait une vingtaine de chambres, neuf chambres par étage placées de part et d'autre d'un couloir central, un accès depuis l'église par une échelle amovible et une communication entre étages par des échelles et des trappes. Un puits a été creusé dans la première travée de l'église.

### Chapelle et tour nord
Dans les années 1380 commence dans le Rouergue une nouvelle campagne de construction. On ajoute une chapelle dédiée à saint Hilaire de Poitiers sur le flanc nord avec des murs épais permettant de construire, au-dessus, une tour de six étages avec une chambre par étage sur laquelle a été greffé un escalier en vis leur donnant accès, ainsi qu'à l'ensemble des chambres du refuge. La voûte de la nef est détruite dans cette phase de travaux, et remplacée par un plancher pour installer quatre chambres supplémentaires. Le refuge comprend alors vingt-neuf chambres. 
En 1403, une ordonnance du roi et du duc de Berry, défenseur du Rouergue, demande au sénéchal de faire réparer toutes les forteresses en bon état [...] et de les mettre en défense, garnies de vivres et autres habillements.

### Chapelle sud et tour sud
Au début du XVe siècle, on a construit la chapelle Notre-Dame-de-Pitié sur le flanc sud pour former avec la chapelle Saint-Hilaire un faux-transept. C'est probablement pendant ces travaux que les peintures murales du mur sud du chœur ont disparu. La chapelle est voûtée d'ogive avec clef blasonnée. La tour élevée au-dessus de la chapelle a dû être construire à la même époque que le fort d'Inières, au-dessus de l'église, c'est-à-dire après 1442. Au-dessus de la chapelle a été aménagée la chambre du prieur, avec une cheminée. Cette chambre était indépendante et a son propre accès à partir de la nef, à une hauteur de 4,50 m. La tour comprend quatre étages de chambres, dont celle du prieur, surmontés d'une salle de gardes. Le refuge comporte alors quarante-deux chambres.
C'est à cette époque qu'a été aménagée une cheminée dans la chambre située au sommet de la tour nord pour le capitaine. Le premier capitaine nommé par l'évêque en 1477 a été Déodat Randeynes. Il reste en poste jusqu'en 1493.
Pendant cette phase de construction, les mâchicoulis sur arc sont remplacés sur la tour ouest par des échauguettes sur culot en encorbellement, reliées par un chemin de ronde. On a remplacé les défenses par des mâchicoulis sur corbeaux.

### Clocher
C'est au XVIe siècle, peut-être pendant l'épiscopat de Georges d'Armagnac, qu'est construit le clocher au-dessus de la terrasse de la tour ouest.

### XVIe–XVIIIesiècles
En 1562, Georges d'Armagnac donne le bénéfice du prieuré de Sainte-Radegonde au collège des Jésuites.
En 1627 est publié à Rodez L'Histoire incomparable de Sainte Radegonde, reine de France, rédigée par le père Dumemonteil de la Compagnie de Jésus, où il raconte sept miracles ayant eu lieu dans l'église Sainte-Radegonde.
En 1628, le pape Urbain VIII octroie un bref accordant une indulgence plénière aux pèlerins venus prier pour la concorde des prêtres chrétiens, et l'extirpation des hérésies.
Les chambres sont utilisées épisodiquement malgré les interdictions des évêques.

### XIXe–XXesiècles
Les défenses étant devenues inutiles, des matériaux sont récupérés pour différents usages, en particulier la construction de la sacristie au sud de l'abside en 1869, entraînant une destruction partielle des chambres au-dessus de l'avant-chœur.
En 1875, l'architecte F. Mazenq agrandit le sanctuaire en construisant un chevet néo-gothique à trois pans. La niche sur le pan central reçoit la statue de sainte Radegonde.  Sur les deux pans latéraux, des vitraux rappelant les miracles de sainte Radegonde ont été réalisés par le maître verrier ruthénois Laurent Théotine Lachaize. Les fenêtres de la nef et des chapelles ont été agrandies. 
L'église est classée au titre des Monuments historiques en 1925. On entreprit peu après la première campagne de restauration. Une deuxième campagne fut exécutée entre 1952 et 1955. Une dernière campagne de restauration est faite en 2009.

## Pèlerinage pour les reliques de sainte Radegonde
Le 26 mai 1412, Jean, duc de Berry, fit ouvrir le tombeau de sainte Radegonde. En 1562, son tombeau fut à nouveau ouvert et en partie brûlé par les huguenots. Par la suite les paroissiens de l'église Sainte-Radegonde à Poitiers décidèrent de répartir les restes qu'ils avaient pu sauver en plusieurs endroits. Une partie des reliques arrivèrent alors à Sainte-Radegonde en Aveyron, qui devint un lieu de pèlerinage local pour la sainte.

## Peinture murale
Lors de travaux de restauration en 1937 fut mise au jour une peinture murale sur la partie nord du chœur. Il s'agit d'une scène à deux registres superposés, située à trois mètres du sol.
Elle paraît avoir été tronquée lors des travaux successifs, elle semble donc être antérieure à la fortification de l'église.
Les détails vestimentaires des personnages permettent de la dater entre le XIIIe siècle et le XIVe siècle.
Les deux scènes représentent le Paradis terrestre.
Le premier décrit le Paradis avant qu'Adam et Ève n'aient mangé le fruit.
À gauche une femme (Ève) aux longs cheveux blonds dissimule de ses mains sa nudité. Elle détourne son visage d'un oiseau qui regarde en direction du deuxième tableau.
Adam est absent de la scène conservée, mais il est possible qu'il ait été présent dans le décor complet.
Le décor est formé d'arbres-artichauts.
Une jeune biche, de couleur fauve, se nourrit de petites branches.
Dans la deuxième scène, le couple originel est cette fois vêtu. Ève est en robe longue jusqu'au pied ; Adam est à ses côtés. Leurs regards se tournent vers la gauche, en direction d'un être à tête de fille et au corps d'échassier, qui s'enroule autour d'un arbre-artichaut, d'où s'envole un oiseau effarouché aux ailes à demi-éployées. Un loup noir menaçant cherche au sol sa nourriture.
La scène du niveau inférieur est à rattacher aux pèlerinages et aux miracles que la Reine Radegonde accomplit, durant et après sa vie. Il s'agit de pèlerins à Sainte-Croix de Poitiers, le monastère fondé par la sainte. Y sont représentées la vraie croix exposée sur l'autel, la lampe dont l'huile débordait miraculeusement et des béquilles pendant des murs.

## Galerie

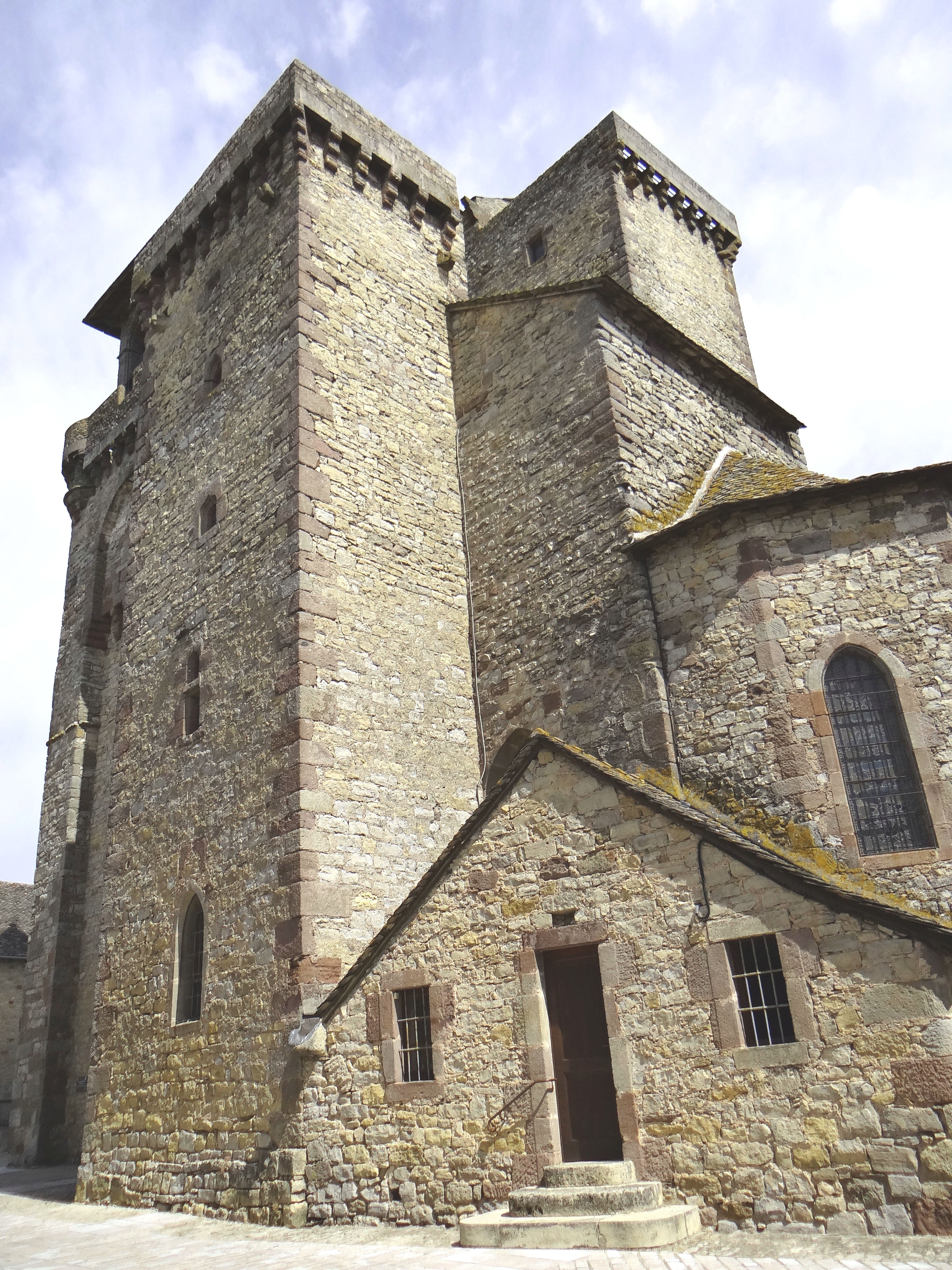
Les tours avec la sacristie construite en 1869
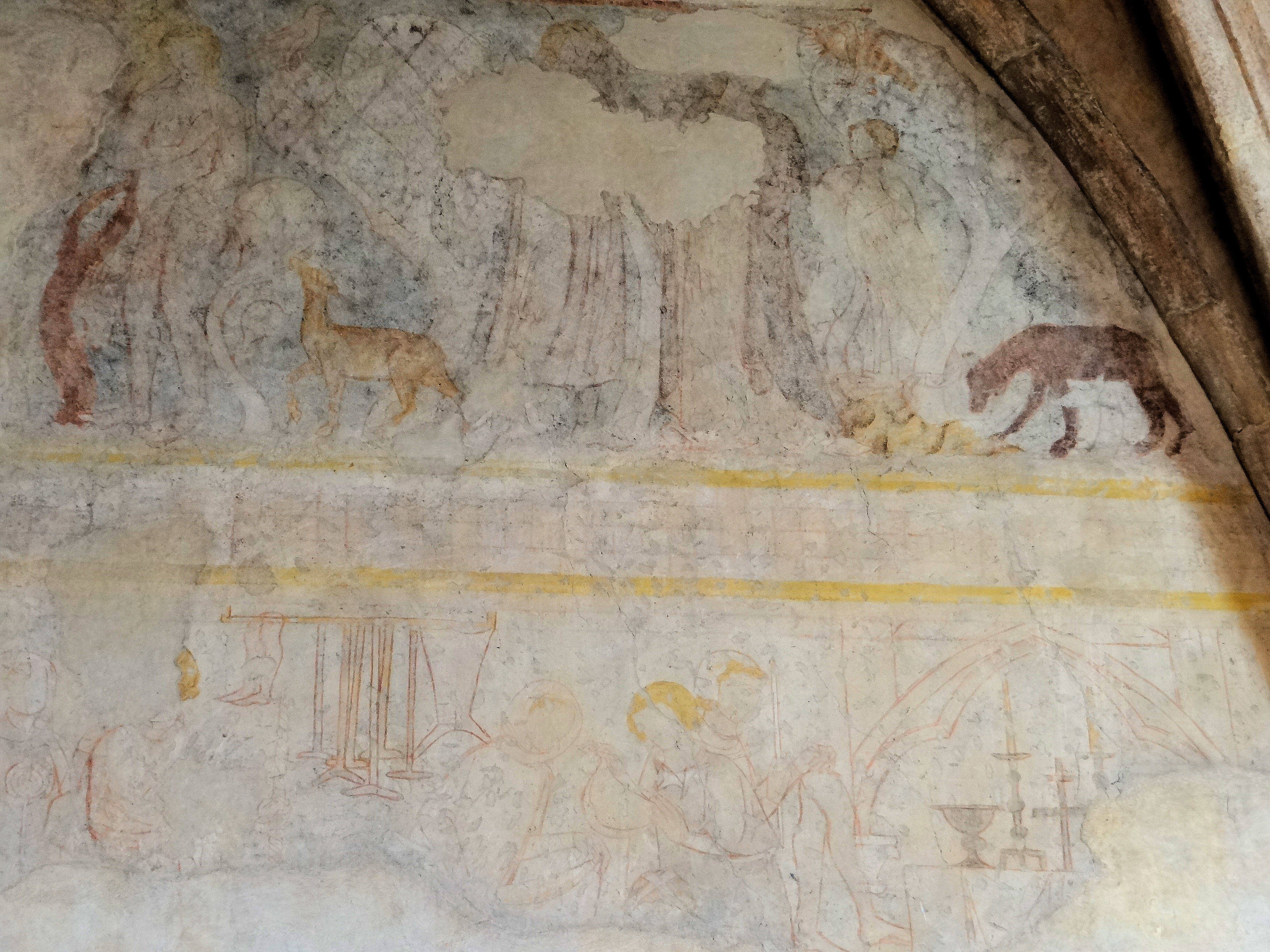
Vestige de peinture murale
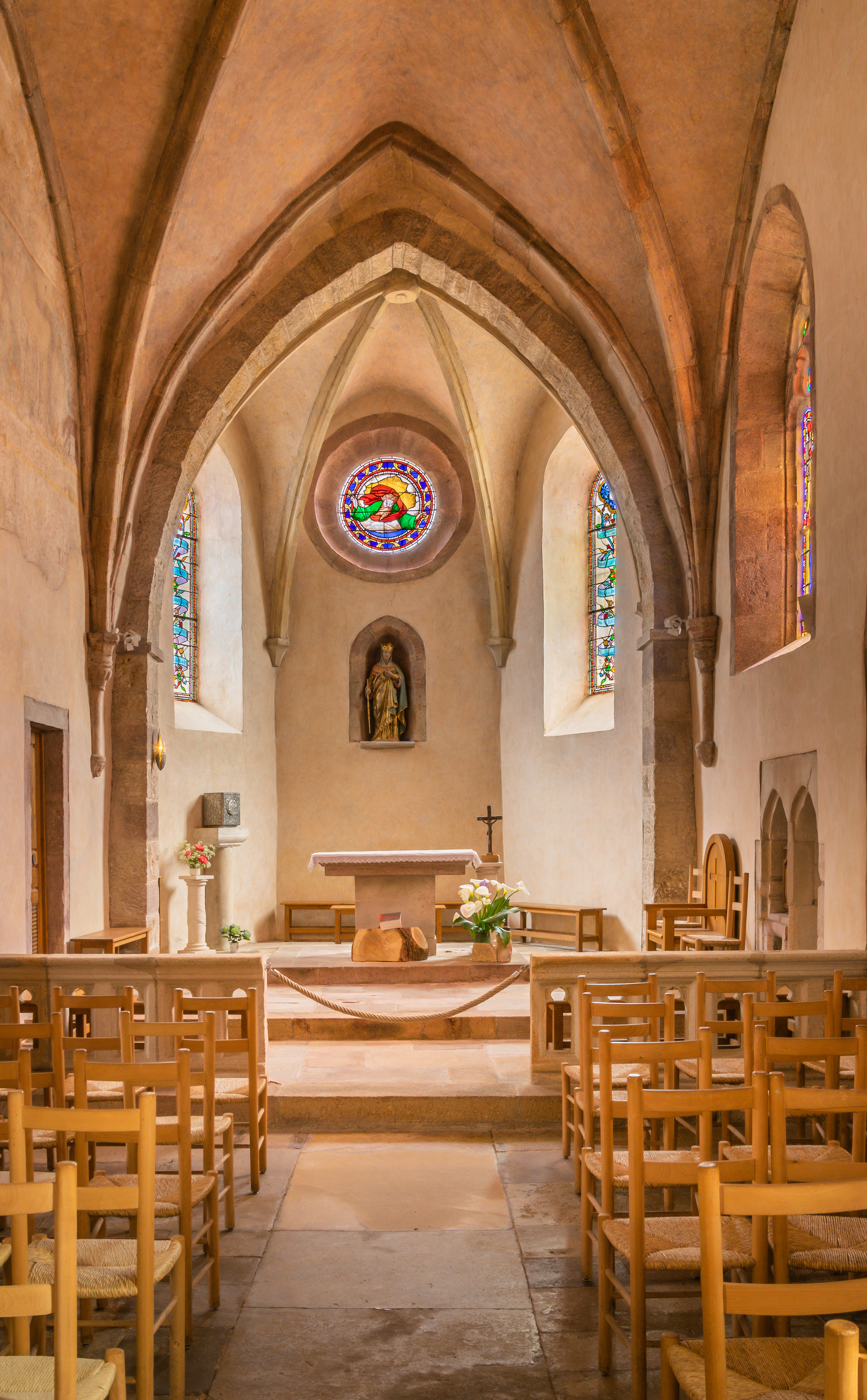
La nef